# كامل الدباغ

كامل الدباغ في برنامجه الأسبوعي (العلم للجميع) الذي كان يعرض في تلفزيون العراق كل يوم أربعاء

كامل أدهم الدباغ (1925 - 2000) ولد بالموصل شمال العراق، وتلقى فيها دروسه الأولية وحصل على ليسانس في العلوم من دار المعلمين العالية عام 1947 وعين في وظائف تدريسية وإدارية وأسهم في مؤتمرات علمية وتربوية في القاهرة ويوغسلافيا وإنكلترا وألمانيا وإسبانيا وشارك في تأليف كتب علمية في الفيزياء لمدارس ومعاهد عراقية وكتباً لهواة الكهرباء والراديو بلغت (30) مؤلفا علمياً مبسطاً للأطفال والأحداث، وترأس مجلة العلم والحياة للفترة بين عامي 1968-1978 وأعد برنامج الجديد في العلم في إذاعة بغداد إضافة إلى إعداده وتقديمه لبرنامج العلم للجميع وهو الذي أدخل فكرة التوقيت الصيفي الذي طبق في العراق منذ عام 1981 ولغاية 2008.
ولم يكن الدباغ مجرد مقدم برنامج تلفزيوني ناجح على أهمية هذا الوصف، بل كان قبل ذلك رجل علم وثقافة واسعة، وإن كان تخصصه الدقيق في علم الفيزياء، إذ كان خريجا لدار المعلمين العالية قسم الرياضيات والفيزياء، وكان في شبابه مولعا بقراءة الكتب العلمية والأدبية والروايات العالمية ودواوين الشعر، إلا أنه كان موسوعي المعرفة، واسع الإطلاع غزير الإنتاج، وعلى دراية كافية لما يتطلبه تقديم البرنامج عبر شاشة التلفاز فكان العلم للجميع له الأثر الكبير والبالغ على كل العراقيين.

## العلم للجميع
عاد إلى العراق بعد انتهاء مدة دراسته في أوروبا عام 1960، ولاحظ خلو منهاج التلفزيون من برامج علمية، فكتب رسالة إلى إدارة تلفزيون بغداد آنذاك اقترح فيها عليهم استحداث برنامج بهذا المضمون، يشجع على الابتكار والاختراع، فحصلت الموافقة بشرط أن يعده ويقدمه هو شخصياً، وحين ذهب إلى إدارة التلفزيون للمداولة بشأنه وجد البرنامج قد أدرج أصلا في منهاج التلفزيون الأسبوعي وكانوا ينتظرون منه أن يختار اسماً له فاختار (العلم للجميع) وبثت الحلقة الأولى منه بتاريخ 28 أيلول 1960 واستمر دون أي انقطاع لغاية آخر حلقة من البرنامج التي قدمها بتاريخ 11 آذار 1994، أي قرابة 34 عاماً من العطاء المتجدد والمستمر، قبل أن يعتزل العمل.
كان كامل الدباغ رائدا من رواد المجتمع العراقي على مدى أربعة وثلاثين عاما ببرنامجه (العلم للجميع) الذي نشر وعيا علميا عند عامة العراقيين، وألهم الكثير من شباب العراق بما أثاره عندهم من حب للعلم والمعرفة، وكان لكامل الدباغ أثر كبير في حياتهم العملية وهو من أعطاهم الحافز للوصول إلى مراكز علمية عالية داخل وخارج العراق.
كما كان الاستاذ كامل الدباغ أحد أعضاء الهيئة الاستشارية لمجلة علوم التي كانت تصدر شهريا منذ العام 1983م 

ومن طريف ما يتعلق بالدباغ، أن شائعة كانت قد سرت في بغداد، في السبعينيات، مفادها أن كامل الدباغ أعلن في برنامجه موعد يوم القيامة!! فساد الهرج والمرج وارتبكت حركة الناس في الشوارع، ومن حسن الصدف إن تلك الشائعة أطلقت يوم أربعاء، موعد البرنامج، إذ سرعان ما طمأن الدباغ المشاهدين من أن ما تناقلته الألسن لا صحة له لأن موعد قيام الساعة من علوم الغيب التي أستأثر بها الخالق سبحانه وتعالى، فأطمأن الناس حينئذ، وهذا يدل على مدى التأثير الذي كان يحدثه برنامج العلم للجميع على الرأي العام العراقي!